# Rebecca De Mornay
Rebecca De Mornay, född Rebecca Jane Pearch den 29 augusti 1959 i Santa Rosa i Kalifornien, är en amerikansk skådespelerska.
Rebecca De Mornays far var den konservative radio- och TV-profilen Wally George (1931-2003), men hon växte upp tillsammans med sin mor och styvfar och hon tog som vuxen avstånd från sin far. Hon växte upp i Frankrike och gick på college i England. Senare åkte hon till New York för att studera skådespeleri vid Lee Strasberg Institute.
Hennes filmdebut var en mycket liten roll i Francis Ford Coppolas film Älskling, jag hatar dig! (1982). Hennes nästa roll var som den prostituerade Lana i Föräldrafritt (1983), som gjorde både henne och Tom Cruise till stjärnor. Cruise och De Mornay blev ett par under filmen och under de två år förhållandet varade förekom de flitigt i skvallerpressen.
De Mornays karriär tog dock inte fart och med undantag för Runaway Train (1985) medverkade hon inte i några mer framgångsrika filmer under 1980-talet. 1992 gjorde hon en uppmärksammad roll som barnflickan i filmen Handen som gungar vaggan och året därpå spelade hon Lady DeWinter i en filmatisering av De tre musketörerna. I början av 1990-talet hade hon ett förhållande med Leonard Cohen och samarbetade med honom, som producent och arrangör, på dennes musikalbum The Future (1992).
Hennes återkomst till större filmer blev dock ganska kortlivad även denna gången och under resten av 1990-talet medverkade hon mest i mindre framgångsrika filmer och TV-filmer. I början av 2000-talet fick hon åter något av ett uppsving med framgångsrika filmer som Identity (2003) och Lords of Dogtown (2005), samt biroller i Raise Your Voice (2004) och Wedding Crashers (2005).
De Mornay har varit gift två gånger, 1989-1990 med Bruce Wagner och 1995-2002 med Patrick O'Neal (son till Ryan O'Neal och Leigh Taylor-Young). Hon medverkade som Finchs mamma i American Reunion (2012).

## Filmografi, i urval
- 1983 – Testament
- 1983 – Föräldrafritt
- 1985 – Runaway Train
- 1986 – Nattens bödel
- 1988 – Och Gud skapade kvinnan
- 1988 – Agentskolan
- 1990 – By Dawn's Early Light
- 1991 – Eldstorm
- 1992 – Handen som gungar vaggan
- 1993 – De tre musketörerna
- 1993 – Skyldig som synden
- 1995 – Never Talk to Strangers
- 1999 – A Table for One
- 1997 – The Shining (TV-serie)
- 2003 – Identity
- 2004 – Raise Your Voice
- 2005 – Lords of Dogtown
- 2007 – Music Within
- 2012 – American Reunion
- 2015–2019 – Jessica Jones (TV-serie)